# Sân vận động Surakul
Sân vận động Surakul (tiếng Thái: สนามกีฬาสุระกุล; RTGS: Sanamkila Surakun) là một sân vận động đa năng ở tỉnh Phuket, Thái Lan. Sân hiện đang được sử dụng chủ yếu cho các trận đấu bóng đá. Sân vận động có sức chứa 15.000 người và được xây dựng vào năm 1959.
Sân vận động đã tổ chức một số trận đấu của Giải vô địch bóng đá Đông Nam Á 2008. Giải đấu này đã phải sắp xếp gấp rút để Sân vận động Surakul có thể được sử dụng. Các sân vận động ở Băng Cốc dự định sẽ được sử dụng nhưng do PAD chiếm giữ sân bay ở Băng Cốc nên AFF sau khi tham khảo ý kiến của FAT đã quyết định chuyển địa điểm. Mặc dù có các sân vận động tốt hơn ở Nakhon Ratchasima (Sân vận động 5 tháng 12); Chiang Mai (Sân vận động kỷ niệm 700 năm) và Songkhla (Sân vận động Tinsulanon); Sân vận động Surakul đã được lựa chọn vì tất cả các đội có thể bay thẳng đến Phuket.
Sân vận động này cũng là địa điểm tổ chức Cúp Nhà vua Thái Lan 2009, trong đó có một trận đấu nổi tiếng giữa Thái Lan và Liban, trận đấu mà Liban đã rời sân trong thời gian diễn ra trận đấu để phản đối những quyết định của trọng tài mà họ cho là thiên vị đội chủ nhà.
Sân vận động sẽ được Phuket F.C. sử dụng làm sân nhà tại Giải bóng đá Hạng 2 Khu vực phía Nam mới thành lập của Giải bóng đá Hạng 2 Thái Lan trong mùa giải 2009.
Vòng chung kết Phuket International Rugby 10's, một giải đấu bóng bầu dục mười người nổi tiếng cũng được tổ chức tại đây vào tháng 6 năm 2009.

## Sân vận động và địa điểm
| Tọa độ                                        | Vị trí | Sân vận động         | Sức chứa | Năm      |
| --------------------------------------------- | ------ | -------------------- | -------- | -------- |
| 7°53′20″B 98°22′19″Đ / 7,889023°B 98,371848°Đ | Phuket | Sân vận động Surakul | 15.000   | 2009–nay |

## Các trận đấu bóng đá quốc tế
| Ngày                 | Đội #1   | Kết quả | Đội #2   | Giải đấu                             |
| -------------------- | -------- | ------- | -------- | ------------------------------------ |
| 6 tháng 12 năm 2008  | Malaysia | 3–0     | Lào      | Giải vô địch bóng đá Đông Nam Á 2008 |
| 6 tháng 12 năm 2008  | Thái Lan | 2–0     | Việt Nam | Giải vô địch bóng đá Đông Nam Á 2008 |
| 8 tháng 12 năm 2008  | Malaysia | 2–3     | Việt Nam | Giải vô địch bóng đá Đông Nam Á 2008 |
| 8 tháng 12 năm 2008  | Lào      | 0–6     | Thái Lan | Giải vô địch bóng đá Đông Nam Á 2008 |
| 10 tháng 12 năm 2008 | Thái Lan | 3–0     | Malaysia | Giải vô địch bóng đá Đông Nam Á 2008 |
| 10 tháng 12 năm 2008 | Việt Nam | 4–0     | Lào      | Giải vô địch bóng đá Đông Nam Á 2008 |